# Michel Follet
Pour les articles homonymes, voir Follet.
Michel Follet, né à Mortsel (Belgique) le 16 décembre 1959, est un acteur et présentateur belge de radio et télévision.

## Biographie
Après avoir fait sa scolarité à Edegem, Michel Follet suit les cours d'Art dramatique au Rits à Bruxelles.

### Carrière radiophonique
Michel Follet commence sa carrière professionnelle comme producteur et présentateur de radio à la télévision publique belge VRT tout en travaillant comme bénévole pour plusieurs stations de radio. En 1982, il est présentateur à Radio 2, Omroep Brabant. Il présente notamment les shows radiophoniques Oordegelijk et Kop Of Flet, l'émission nocturne Twee tot Twee et est aussi l'une des voix de FunkyTown.
En 1992, Follet est cofondateur de la chaîne Radio Donna et y présente huit ans l'émission Jabbedabbedoe. Le week-end, il présente Hitkwis et Buffet Follet. Il travaille pour cette chaîne jusqu'en 1999, puis est transféré à Radio 2. Il quitte ensuite la VRT et est l'un des fondateurs de Radio Mango (nl) de la société belge VMMa (Medialaan). Par après, Follet présente l'émission matinale sur 4FM.
De 2001 à 2006, il présente Smaakmakers sur la radio néerlandaise Radio 2 (NCRV).
En août 2008, la direction de la VRT décider de mettre fin à Donna par manque d'audiance. Follet, qui avait prononcé les premiers paroles sur Radio Donna, a l'honneur, le 2 janvier 2009, d'y dire aussi les dernières paroles.
Depuis le 6 juillet 2009, Follet travaille comme présentateur à JOE fm, anciennement 4FM. Le samedi et le dimanche, il présente jusqu'à dix heures du matin Michel XXL, émission où il appelle toutes les semaines Hijlco Span qui était son producteur à la radio néerlandaise. Depuis septembre 2012, il anime The Single Connection le samedi et The Album Connection le dimanche. Le samedi il recherche les connexions intéressantes entre les tubes d'antan et, le dimanche, il sélectionne deux morceaux d'albums célèbres dans le passé.
Pour les commémorations du centenaire de la radio, la VRT mène en 2014 une enquête à grande échelle. Lutgart Simoens (nl), est élu comme personne la plus emblématique de la radio flamande des dernières décennies. Michel Follet termine en troisième position après Sven Ornelis (nl), qu'il a fait débuter à la radio au début des années 1990.

### Carrière télévisuelle
Le premier programme que Michel Follet présente à la télévision est un quiz sur le cinéma. Il présente sur la chaîne publique flamande BRT Cinemania de 1981 à 1986, Rigoletto de 1986 à 1989, le quiz pour jeunes Schoolslag (1989-1993), le magazine dominical De Zondagsvriend et Hitkwis. Il présente également des spectacles récurrents, tels que les Diamond Awards sur VRT et le Prix Joseph-Plateau annuel sur TV2.
Follet est maintes fois invité dans des programmes de la télévision néerlandaise, comme à la KRO (Hints) et à la TROS. Il siège deux ans dans le jury de Kinderen voor Kinderen pour la chaîne VARA.
Il est également juré pour la sélection au concours Eurovision de la chanson 1996 et assure le commentaire en direct au festival. Il est régulièrement membre du jury au concours et présente fréquemment les tours préliminaires. En 1999, il remporte le Prix Eurovision Songfestival.
Follet travaillé depuis 1995 pour le radiodiffuseur régional ATV, où il présente le magazine hebdomadaire Cinema et commente en voix off plusieurs spectacles.
Depuis février 2014, Follet présente une revue de cinéma sur TVL et sur TV Oost.

### Vie privée
Michel Follet habite à Berchem, dans la banlieue d'Anvers.

## Filmographie partielle

### Au cinéma
- 1983 : The Antwerp Killer : le psychiatre

### À la télévision
- 1989	: Postbus X (nl) (série télévisée - 2 épisodes) : Michel
- 1991-1992 : Kinderen voor Kinderen (série télévisée - 13 épisodes) : membre du jury
- 1995 : Samson en Gert (série télévisée - épisode De HIT-kwis) : Radio-DJ
- 1996 : De gouden zeemeermin (mini série télévisée) : Host

## Distinctions
- 1989 : Prix de la Critique Radio pour son émission Dag En Dauw
- 1999 : Prix Eurovision Songfestival
- 2008 : honoré d'un prix pour ses 25 ans de radio
- 2014 : troisième personnalité radiophonique flamande de tous les temps

## Notoriété
- Son nom est cité dans les paroles de deux chansons :
  - Met Z'n Twee de Johan Verminnen
  - 's Morgens tussen 7 en 8 de Ed Kooyman (nl) et Herman van Haeren
- Michel Follet apparaît sur la liste des bekende Vlaming (ou BV) (pour « Flamand connu »)